# Juan Ernesto I de Sajonia-Weimar
El duque Juan Ernesto I de Sajonia-Weimar (Altemburgo, 21 de febrero de 1594-Sankt Martin, Hungría, 6 de diciembre de 1626) fue un duque de Sajonia-Weimar.

## Biografía
Nacido como el hijo mayor del duque Juan II de Sajonia-Weimar y su esposa, Dorotea María de Anhalt, durante sus primeros años, Juan Ernesto tuvo un tutor y maestro de armas, Federico de Kospoth. Su padre murió el 18 de julio de 1605, dejando el ducado bajo el gobierno de un regente. En 1608, a la edad de catorce años, empezó sus estudios en la Universidad de Jena acompañado por sus hermanos menores, Guillermo y Federico. Mientras se hallaba en la universidad, su tutor nombró un compañero y supervisor sobre los tres príncipes, quien más tarde se convertiría en el mariscal de campo Kaspar de Teutleben y el preceptor Federico Hortleder. En 1613-1614, Juan y sus hermanos, con sus tutores, realizaron un tour por Francia, Gran Bretaña y los Países Bajos como parte de sus estudios.
En 1615 Juan Ernesto alcanzó la edad adulta y tomó el control de su ducado y la tutela de sus hermanos menores de edad.
El 24 de agosto de 1617 en el Palacio de Hornstein (ahora Castillo Wilhelmsburg), durante el funeral de su madre, Juan Ernesto creó la Sociedad Fructífera (Fruchtbringende Gesellschaft), una sociedad literaria alemana. El joven duque participó como un miembro inicial.
Durante su gobierno, Juan Ernesto promovió las reformas de Wolfgang Ratke en Köthen. También apoyó las reformas escolares similares a las de Johannes Kromayer y Johann Weidner en Weimar, empezando en 1618 en Jena y en Weimar con la anulación de los decretos de impuestos.
En 1620 Juan Ernesto sirvió a las órdenes del elector Federico V del Palatinado, el famoso Rey Invierno. Después de su derrota en la Batalla de la Montaña Blanca el 8 de noviembre de 1620, el duque rechazó someterse al emperador sin condiciones. Como castigo, perdió sus territorios y la tutela de sus hermanos.
Ahora enteramente contra los Habsburgo, luchó en los Países Bajos y realizó cumplimiento de sus deberes como maestro de caballería. Más tarde, tomó una comisión como teniente general de la caballería danesa y luchó en la Guerra de los Treinta Años en Westfalia y Baja Sajonia. Como tal, participó en la conquista de Silesia. Después, fue a luchar para el conde Ernesto de Mansfeld en uno de sus territorios en Hungría. Allí, Juan Ernesto murió, a la edad de 32 años, en la localidad húngara de Sankt Martin, como resultado de las heridas de guerra.